# 김재기
김재기(1968년 7월 7일 ~ 1993년 8월 11일)는 대한민국의 가수이자 록 밴드 부활의 전 보컬리스트이다. 록 밴드 New Little Sky(뉴작은 하늘)의 보컬이었으나 그룹이 상업적으로 주목을 끌지 못한 상태로 군 입대를 하였고 군 제대후 부활에 영입된다.
부활의 3집 앨범 《기억상실》의 타이틀 곡인 〈사랑할수록〉을 부른 보컬리스트로, 역대 부활에서 가장 뛰어난 보컬리스트로 회자되기도 한다. 부활의 명곡 〈사랑할수록〉을 단 한번 불러 데모테잎으로 녹음한 것이 이 노래가 속한 앨범을 120만장이나 팔리게 한 것으로 유명하다. 사실은 김재기가 이 노래를 앨범에 실을 생각으로 부른 것이 아니라 한번 불러 녹음한 후에 음반사에 제출 하려던 데모테잎 상태였었고 불의의 교통 사고로 인해 24세에 짧은 생을 마감하게 되어 그룹 부활이 그때 그 버전 그대로 앨범에 실은 것이다.
김재기의 죽음에 대해서 그룹 부활의 리더 김태원은 일기장에 "재기가 바람으로 떠났다."라고 써서 슬픔을 전했으며 매년 그의 기일에 김태원은 그에 대한 그리움을 언급하며 안타까운 마음을 표현하였다.

## 사망사고
부활의 3집 앨범 《기억상실》 수록곡 〈사랑할수록〉의 데모버전을 녹음하고 전날 견인된 본인 소유의 현대 프레스토 승용차를 찾아 공연차 경기도 파주군으로 운전하여 가던 중 빗길에 미끄러져 중앙선을 넘은 상대방 차량의 충돌로 인해 1993년 8월 11일 오전 3시경 24세의 나이로 사망했다.
영정은 서울 정릉 극락사에 안치되어 있다.

## 같이 보기
- 서재호